# Populus suaveolens
Populus suaveolens là một loài thực vật có hoa trong họ Liễu. Loài này được Fisch. miêu tả khoa học đầu tiên năm 1841.